# سرخیو اولگین
سرخیو اولگین (اسپانیایی: Sergio Holguín‎؛ زادهٔ ۱۵ آوریل ۱۹۲۹) بازیکن بسکتبال اهل مکزیک بود. وی در بازی‌های المپیک تابستانی ۱۹۵۲ شرکت کرده‌است.